# Марія Альфайзулі
Мар'ям бінт Абу Якуб аш-Шільбі (араб . مريم بنت أبي يعقوب الشَّلْبي; невідома дата народження в Кордовському халіфаті, Сілвеш (сучасна Португалія) — померла у 1020 році) — арабомовна поетеса Х-ХІ століття з Аль-Андалусу. Викладала риторику, літературу та поезію. Свої твори писала арабською мовою.

## Життєпис
Вона народилася в Шилбі (сучасний Сілвеш, Португалія), невеликому містечку на півдні сучасної Португалії, яке тоді перебувало під владою Кордовського халіфату і яке пізніше стане частиною Тайфи Уельви. Її батька іноді називають як Абу Якуб аль-Ансарі або Якуб аль-Файсулі. Ймовірно, Мар'ям здійснила паломництво до Мекки до 1009 року. Ймовірно, вона оселилася в Севільї після початку боротьби за Кордову того ж року. Вони закінчилися в 1031 році з падінням халіфату.
У Севільї вона стала вихователькою шляхтичів. За арабськими джерелами, Мар'ям була відомою в севільському суспільстві, її дуже поважали за її паломництво, і вона користувалася попитом як вчителька. Її навчання було зосереджене на жінках, але, ймовірно, вона також навчала і маленьких дітей. Ібн аль-Муханнад, її колишній учень, надіслав їй «ніжний вірш» і суму грошей. У цьому вірші він вихваляв вірші своєї вчительки і порівнював її з аль-Ханса, який був одним з найвідоміших поетів-елегістів в арабському світі в сьомому столітті. Припускають, що Мар'ям також писала елегії.
Вона померла в дуже похилому віці. За даними Іспанської королівської академії історії, рік її смерті здається невизначеним. В одному зі своїх віршів вона згадує, що вона стара жінка, якій понад 77 років.

## Творчість
У її часи багато жінок Андалусії займалися мистецтвом. За даними Бруклінського музею, вона писала сатиричні епіграми і була «відома своєю уїдливою дотепністю». Вона також викладала риторику, літературу та поезію і вважалася Сапфо з Мітілени свого часу. Іноді її називали «аравійською Корінною». Деякі добре збережені зразки її робіт можна знайти в Королівській бібліотеці Ескоріальського монастиря.
Збереглося лише два вірші Мар'ям. Перший — відповідь на вірші її учениці, другий, коротший, описує слабкість її старості.
Чого очікувати від сімдесятисемирічної жінки?

що нагадує розірване павутиння?

Вона повзає, як дитина...

- Мар'ям бінт Абі Якуб аш-Шільбі
Джон Платтс (1775—1837) згадує Мар'ям у своїй біографічній праці як Марію Альфайзулі. «Жіночий запис» Гейла значною мірою ідентичний за змістом, але поміщає Альфайзулі у VIII століття.
Її цитують у творі «The Dinner Party» художниці та скульптора-феміністки Джуді Чикаго.